# Кузнецов, Василий Петрович
Василий Петрович Кузнецов (1895—1954) — советский военачальник, генерал-лейтенант авиации.

## Биография
Родился в 1895 году.
В Рабоче-крестьянской Красной Армии начинал службу мотористом в авиационных частях.
В годы Великой Отечественной войны занимал должность заместителя по опытному моторостроению Народного комиссара авиационной промышленности СССР Алексея Шахурина. Внёс большой вклад в развитие авиационной промышленности. 12 ноября 1942 года Кузнецову было присвоено звание генерал-майор инженерно-авиационной службы, а 19 августа 1944 года — генерал-лейтенант инженерно-авиационной службы.
…Став заместителем наркома, он оказался именно тем человеком, кто мог во всем разобраться, найти решение, над которым подчас подолгу бились другие. У Василия Петровича были удивительно ровные отношения со всеми главными конструкторами в области моторостроения, с работниками наркомата и на заводах. Его уважали везде. Человек общительный, он при случае любил рассказать какую-нибудь историю из своей жизни. И всегда это получалось и поучительно, и кстати…
Скончался в 1954 году, похоронен на Новодевичьем кладбище Москвы.
Был награждён четырьмя орденами Ленина, тремя орденами Красного Знамени и рядом медалей.